# 11385 Beauvoir
11385 Beauvoir (1998 SP147) là một tiểu hành tinh vành đai chính được phát hiện ngày 20 tháng 9 năm 1998 bởi E. W. Elst ở Đài thiên văn Nam Âu.